# Phalacrichus vianai
Phalacrichus vianai is een keversoort uit de familie dwergpilkevers (Limnichidae). De wetenschappelijke naam van de soort werd in 1938 gepubliceerd door Maurice Pic.